# 德武加河
52°21′23″N 21°02′02″E / 52.35639°N 21.03389°E
德武加河是波蘭的河流，位於該國中部，處於馬佐夫舍省，河道全長47公里，發源自馬佐夫舍地區明斯克，河口處在首都華沙比亞沃文卡區。